# Joey Beltram
Joey Beltram (New York, 6 november 1971) is een Amerikaanse technoproducer. Hij staat bekend om producties die hard, duister en repetitief zijn. Zijn producties Energy Flash en Mentasm worden als invloedrijk gezien in de ontwikkeling van hardcore house.

## Biografie
Joey Beltram werd actief in de dancescene van New York in de late jaren tachtig. Hij ontdekte house en techno in een platenzaak in zijn geboortestad. Hij begon ook zelf te produceren en brengt werk uit op kleine lokale labels. Daarbij moet hij tegen de stroom in zwemmen. Het donkere housegeluid van de beginjaren heeft dan plaatsgemaakt voor een meer soulvol geluid. Niet de stijl van Beltram. Zijn hardere sound bracht hem onder de aandacht van het Belgische R&S Records, dat hem een contract aanbood. Hierdoor verblijft hij enige tijd in België. Op R&S bracht hij in 1990 het nummer Let It Ride uit onder de naam Direct. Het grote succes komt onder zijn eigen naam met nummer Energy Flash dat in 1990 voor het eerst verschijnt, maar in de loop van 1991 een veel groter publiek bereikte. Het nummer was een wereldwijde clubhit. Als hij weer even terug in New York is produceert hij tien nieuwe nummers, voor hij opnieuw enkele maanden naar Europa gaat. Een van die nummers is Mentasm dat hij in de loop van 1991 als Second Phase uitbrengt. De track Mentasm is geïnspireerd op de track Acid Rock van Rhythm Device uitgebracht in 1989 en de track Do That Dance van The Project uitgebracht in 1990. De "mentasm riff" wordt ook heel sterk geassocieerd met drum & bass-geluiden, de belgische techno-scene, met de tracks Le Seigneur Des Ténèbres van Pleasure Game uitgebracht in 1991 en Destiny van Insider uitgebracht in 1991. Ook dit nummer sloeg aan en het werd vele malen gesampled in andere platen. Het maakte hem invloedrijk in de opkomende hardcore house (met werken als Fuckin Revenge ! van Friends Of Django uitgebracht in 1992 en Cosmic Trash van Vitamin uitgebracht in 1993), al is hij daar zelf nooit echt onderdeel van geworden. Hij maakt ook een remix van The Dominator van de Nederlandse act Human Resource, dat op hetzelfde geluid is gebouwd. Wel maakte hij in 1993 samen met dj Paul Elstak een plaat als Hard attack met Bonehead.
De muzikale koers van Beltram lag de jaren daarna vooral bij harde techno. Dat is te horen op zijn harde debuutalbum Dance generator. In 1994 maakte hij een uitstapje naar Ambient house met Aonox, maar dat was weinig succesvol. Places was weer een technoalbum. Een succesvolle technoplaat van Beltram werd Forklift, een onuitgebracht nummer dat al uit 1993 stamde maar pas in 1996 op plaat verscheen als JB3. Vooral de remix door Luke Slater was populair. Van het nummer werd ook een videoclip gemaakt. Een mix van hem verschijnt in 1995 op Live At Tresor Tour waar hij een halve cd vult naast Blake Baxter. De bekendste nummers van Beltram werden in 1996 verzameld op Classics en in 2004 werden oude tracks van hem die op het Trax Records-label verschenen heruitgebracht op Trax classics. Daarna bleef hij vooral singles en ep's uitbrengen onder verschillende namen, waarop zonder uitzondering harde stuwende techno staat. In 2004 maakte hij nog het album The rising sun. Hij blijft ook actief als dj op feesten.
In 2012 werkte Beltram mee aan de documentaire The Sound of Belgium waarin hij vertelt over de pioniersrol die België speelde binnen de wereld van de elektronische muziek in de jaren 80 en 90.

## Trivia
- Het nummer Mentasm bracht een synthgeluid dat binnen de dancescene het "hoovergeluid" wordt genoemd, ook wel het stofzuigergeluid. Het zorgde voor een stortvloed aan singles met dit geluid. De bekendste daarvan is The Dominator van Human Resource. In 1992 werd het geluid door Goldie bewerkt in Metalheadz - Terminator.[9] Hij pitchte het op naar een grotere snelheid. Deze versnelde sample is door andere producers later ook weer gebruikt. Zo is het te horen in het nummer Back in the UK (1996) van Scooter en ook in I Fink U Freeky van Die Antwoord (2012).
- Daft Punk eerde Joey in 1996 door hen op te nemen in het nummer Teachers, waarop ze eregalerij van hun voorbeelden maakten.